# Patricia Palmer
Patricia Alejandra Palmada (Mendoza; 24 de julio de 1955), conocida por su nombre artístico Patricia Palmer, es una psicóloga social, actriz, guionista, productora y directora argentina.

## Biografía
Nacida en la ciudad cuyana de Mendoza, a sus 24 años decide abandonar su ciudad natal y mudarse a Buenos Aires en busca de un mejor futuro como intérprete. Dotada de gran belleza y un notable talento interpretativo, en 1991 encabeza la telecomedia Regalo de Cielo. En 1995 protagonizó la exitosa telenovela que se convirtió en un clásico de la pantalla chica de su país llamada Dulce Ana donde comparte estelaridad con Susana Campos, quien interpretaba a su despiadada madre. Un año después sería la autora, productora y actriz principal de la telenovela Los ángeles no lloran.
En 1997, Palmer asumió la dirección artística de Canal 9, con Alejandro Romay al frente de la empresa. En una gestión corta, intentó recuperar los ciclos de ficción que escaseaban en la programación de aquella época.
En 2014, forma parte del elenco de la telenovela Señores Papis encarnando al personaje de Nelly Moreno y en 2016 interpreta el rol de Isabella Medeiros en La Leona.
Además de actuar en 20 telenovelas y escribir tres guiones, se destacó en el teatro. Desde 1981 ha participado en diecisiete obras y dos comedias musicales.
Patricia tiene dos hijos: Paula y Joaquin, el cual padece distrofia muscular.
Estuvo casada con el actor Antonio Caride.

## Teatro
- 1981: El taller del orfebre.
- 1984: La rosa tatuada.
- 1987: Dando pasos.
- 1988: Socorro (como Patricia Palmer).
- 1989: La señorita Julia

## Cine
- 2003: El fuego y el soñador.
- 2003: Ciudad del Sol.
- 2007: Documental friccionado sobre el Sida.
- 2012: El pozo.

## Televisión
- 1981: Un latido distinto.
- 1982: Los cien días de Ana.
- 1982: Amada.
- 1983: Amor gitano.
- 1984: Cuatro hombres para Eva.
- 1985: Solo un hombre.
- 1985: Libertad condicionada.
- 1987: La cuñada.
- 1988: Vendedoras de Lafayette.
- 1988: Sin marido.
- 1988: El mago
- 1991: Regalo del cielo.
- 1992: Patear el tablero
- 1993: Más allá del horizonte
- 1993: Viernes de Teatro
- 1994: Alta Comedia. "Un amor como ninguno".
- 1995: Dulce Ana.
- 1996: Los ángeles no lloran.
- 1999: El hombre.
- 2000: Ilusiones.
- 2004: Los pensionados.
- 2006: Sos mi vida.
- 2010: La loba
- 2011: Cuando me sonreís.
- 2013: Historias de corazón.
- 2014: Sres. Papis.
- 2016: La Leona.
- 2019: Mirándote.

### Guionista
- 1995: Dulce Ana
- 1998: Señoras sin señores
- 1996: Los ángeles no lloran
- 2010: La loba

- 2010: Entre el amor y el deseo

## Discografía
- 2014: Porque se me canta el amor